# بالون بچه ترامپ
بالون بچه ترامپ یا بالون ترامپ نوزاد (به انگلیسی: Donald Trump baby balloon) یک بالون نارنجی رنگ است که در جریان سفر ترامپ به بریتانیا و در اعتراض به سیاست‌های او ساخته شد. این بالون، ترامپ را با یک تلفن همراه در دست نشان می‌دهد.
سازندگان بالون در انگلیس می‌گویند که این بالن نماد مقاومت و پیام واضحی برای عدم خوشامدگویی به ترامپ است.

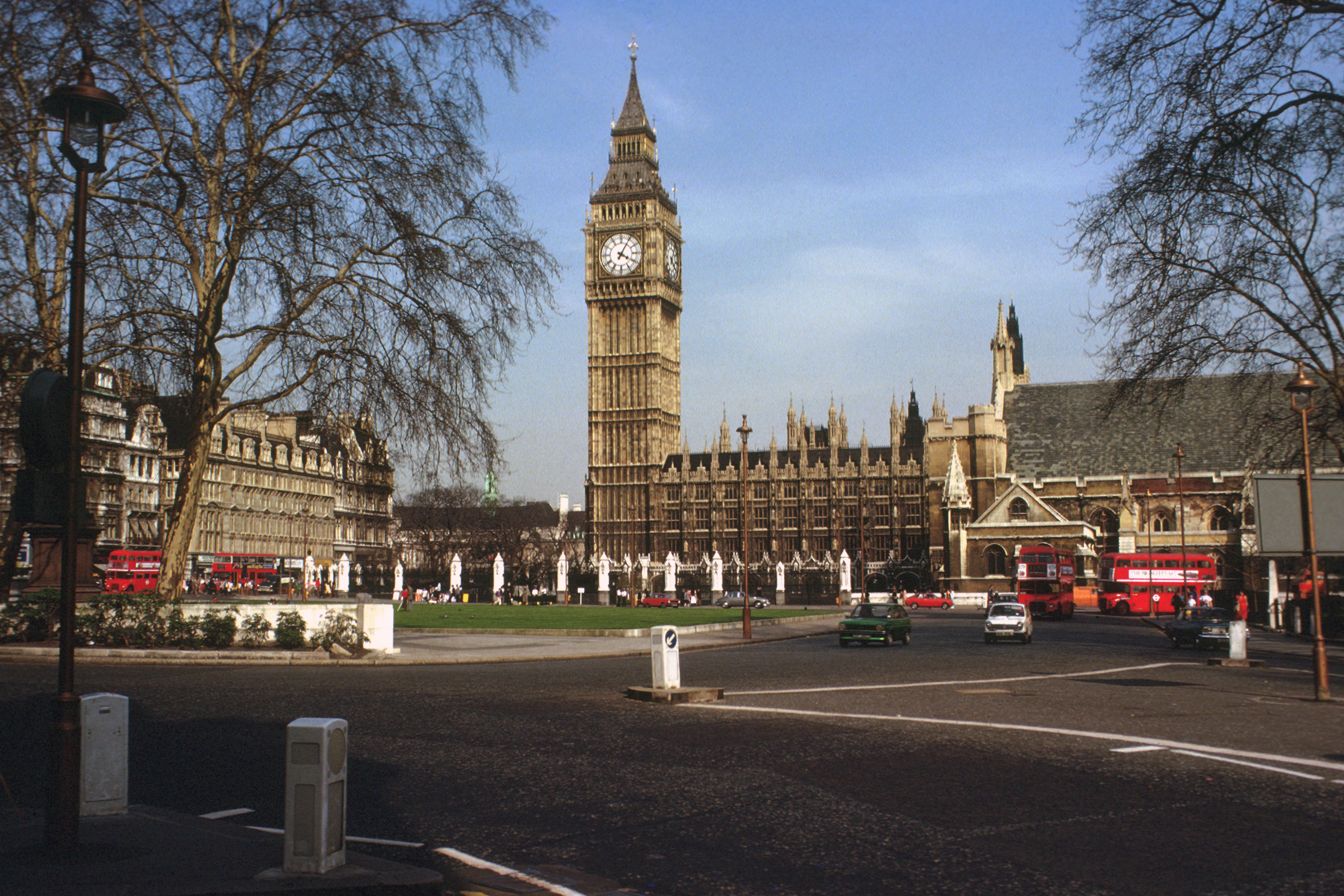
بالون ترامپ نوزاد در جریان سفر ترامپ به بریتانیا و اعتراضاتی که در میدان پارلمان پیش‌بینی شد صدهزار نفر در ان حضور یابند به پرواز درآمد.

نمونه دیگری از این بادکنک در آمریکا ساخته شده و در اعتراض به او به پرواز درآمد.

## در خارج از بریتانیا

### آمریکا
مهر ۱۳۹۷ بچه ترامپ در لس آنجلس به پرواز درآمد.
مصادف با سخنرانی ترامپ در روز استقلال آمریکا در سال ۲۰۱۹ برخی معترضان پرچم آمریکا را آتش زدند و «ترامپ نوزاد» هم مقابل کاخ سفید به پرواز درآمد.

### فرانسه
در پاریس هم معترضان این بالون را به پرواز دراوردند.

### ایرلند
در خرداد ۱۳۹۸ همزمان با سفر ترامپ به ایرلند بالون بچه ترامپ در این کشور به پرواز درآمد.

### آرژانتین
همزمان با سفر ترامپ و اجلاس گروه ۲۰، بچه ترامپ بر فراز کاخ کنگره ملی آرژانتین هم به پرواز درآمد.